# Borislav Pekić
Borislav Pekić (in cirillico Борислав Пекић; Podgorica, 4 febbraio 1930 – Londra, 2 luglio 1992) è stato uno scrittore, drammaturgo e sceneggiatore serbo.
Autore dei romanzi Il tempo dei miracoli, Il pellegrinaggio di Arsenij Njegovan e della saga Il vello d'oro, visse dal 1945 al 1971 a Belgrado, mentre, a causa dei difficili rapporti con il governo jugoslavo, trascorse il resto della vita in esilio a Londra. È considerato una delle più importanti figure letterarie serbe del XX secolo.

## Vita e opere

### I primi romanzi
Borislav Pekić nasce in una abbiente famiglia montenegrina il 4 febbraio 1930. Trascorre l'infanzia e l'adolescenza in diverse località in Montenegro e Serbia. Nel 1945 è a Belgrado dove ottiene il diploma di maturità al Terzo Liceo maschile. All'età di diciotto anni viene accusato di far parte dell'associazione clandestina anti-comunista "Gioventù Democratica Jugoslava" e condannato a quindici anni di prigione ma è graziato nel 1953. All'uscita dal carcere inizia gli studi di psicologia sperimentale presso la facoltà di filosofia dell'Università di Belgrado, senza però mai completarli. Nel 1958 sposa Ljiljana Glišić, nipote di Milan Stojadinović, Primo Ministro di Jugoslavia dal 1935 al 1939. Nel 1959 nasce la figlia Alexandra. Nel 1958, Pekić scrive la prima di più di venti sceneggiature originali per le maggiori case di produzione jugoslave. Nel 1961, Dan četrnaesti ("Il quattordicesimo giorno") rappresenta la Jugoslavia al Festival di Cannes.
Nel frattempo, lavora a diversi romanzi, il primo dei quali, Vreme čuda (Il tempo dei miracoli), viene pubblicato nel 1965 ottenendo un certo successo di critica e pubblico. Si dovrà attendere il 1976 per la prima traduzione in inglese, e solo nel 1986 usciranno le edizioni francese e polacca. La prima traduzione italiana è del 2004. Il romanzo annuncia già alcune caratteristiche distintive dell'opera di Pekić: un netto anti-dogmatismo e un fondamentale scetticismo nei confronti dell'idea di progresso dell'umanità nel corso della storia. Negli anni 1968-1969 è tra gli editori del popolare periodico letterario "Književne Novine". Il secondo romanzo, Hodočašće Arsenija Njegovana ("Il pellegrinaggio di Arsenij Njegovan"), nel quale trovano eco le manifestazioni studentesche del '68 in Jugoslavia, è pubblicato nel 1970 e vince il prestigioso premio letterario "NIN" l'anno seguente. Si complicano intanto i rapporti con le autorità che lo accusano di sostenere le posizioni degli studenti, nonostante la distanza ideologica trasparente nel romanzo, e gli negano il passaporto per un certo tempo.

### L'esilio a Londra e le opere maggiori
Nel 1971 Pekić si trasferisce a Londra. Considerato ormai persona non grata dal governo jugoslavo, nessuna sua nuova opera viene pubblicata dal 1971 al 1975, quando esce Uspenje i sunovrat Ikara Gubelkijana ("L'ascesa e la caduta di Icaro Gubelkian"). Nel 1977, dopo aver mandato il manoscritto di Kako upokojiti Vampira ("Come placare il vampiro") ad una competizione letteraria anonima, l'Associazione degli Editori Jugoslavi lo riconosce come migliore opera dell'anno e lo manda alle stampe. Basato in parte sull'esperienza della prigionia tra il 1948 e il 1953, il romanzo analizza i meccanismi e la logica del moderno regime totalitario. Sempre nel 1977 pubblica Odbrana i poslednji dani ("La difesa e gli ultimi giorni").
Nel 1978, dopo più di dieci anni di studi e ricerche, appare il primo volume di Zlatno runo ("Il vello d'oro"), il cui ultimo volume apparirà solo nel 1986. L'opera, che descrive le peregrinazioni di successive generazioni della famiglia Njegovan esplorando allo stesso tempo la storia dei Balcani, riceve nel 1987 il prestigioso premio "Njegos" che la riconosce come uno dei più importanti lavori di prosa della Jugoslavia contemporanea. Nei suoi diversi aspetti, Il vello d'oro riesce a allargare i confini di alcune tra le maggiori opere della letteratura europea moderna, spingendo critici anche fuori dalla Jugoslavia ad avvicinare la saga all'Ulisse di Joyce per le sue trame narrative legate ai miti classici, ai Buddenbrock di Mann per la lunga storia familiare e la sua evoluzione nel periodo precedente la seconda guerra mondiale e a Punto contro punto di Huxley per le tensioni interne create da un labirinto di prospettive contrastanti. I primi tre volumi sono stati tradotti in francese tra il 2001 e 2004.
Sempre negli anni ottanta, Pekić inizia a raccogliere materiale per un libro sull'isola perduta di Atlantide, con l'intenzione di offrire "una nuova, benché poetica, esposizione delle radici, dello sviluppo e della fine della nostra civilizzazione". Nonostante le fonti classiche che ispirarono i suoi interessi antropologici, con questa opera Pekić decide di proiettare la sua visione nel futuro ed evitare in questo modo le restrizioni dei "modelli storici", con cui dovette inevitabilmente confrontarsi nei suoi precedenti lavori legati alla mitologia antica. Ne risultano tre romanzi, Besnilo ("Rabbia", 1983), 1999 (1984) e Atlantida ("Atlantide", 1988). Per il romanzo Atlantide Pekić vince il premio "Goran Croato" nel 1988.
Tra il 1987 e il 1990 pubblica Godine koje su pojeli skakavci ("Gli anni che le locuste hanno divorato"), in tre volumi, memorie dell'autore degli anni del dopoguerra, ma anche resoconto della vita in Jugoslavia nei primi anni di Tito. I libri descrivono la prigionia come una sorta di civiltà a sé stante ma allo stesso tempo offrono un'interpretazione della civiltà della "libertà" come un particolare tipo di prigione. La trilogia viene riceve il premio "Milos Crnjanski". Il romanzo Rabbia assieme a Il vello d'oro e Gli anni che le locuste hanno divorato vengono votati dai lettori come migliori opere negli anni tra il 1982 e il 1991. Nel 1988 vengono pubblicati i racconti gotici Novi Jerusalim ("Nuova Gerusalemme") e nel 1990 Pekić in Montenegro riceve il premio "Majska Rukovanja" per la carriera letteraria. Alcune storie dalla raccolta sono state tradotte in inglese e francese e pubblicate in diverse antologie.

### Il teatro, il cinema e la radio
Pekić si distingue negli anni settanta come uno dei migliori sceneggiatori serbi contemporanei. Scrive regolarmente drammi radiofonici per le emittenti tedesche Westdeutscher Rundfunk, di Colonia e Süddeutscher Rundfunk di Stoccarda. Dei 27 drammi scritti e rappresentati in Jugoslavia, 17 hanno la prima in Germania. Alcuni di questi vengono inclusi nell'antologia Odabrana dela ("Opere scelte") pubblicata nel 1984. Tra i più celebri è Korešpondencija ("Corrispondenza", 1979), tratto dal quarto volume di Zlatno runo, che ha 280 rappresentazioni in 23 anni al teatro Atelje 212 in Belgrado.
Durante tutta la carriera, Pekić lavora a numerose pellicole, scrivendo sceneggiature originali e adattamenti dai suoi stessi romanzi, tra cui si ricorda Il tempo dei miracoli (1989) diretto da Goran Paskaljević, che rappresenta nel 1991 la Jugoslavia ai Festival di Cannes, Glasgow e Montréal, e Djavolji raj ("Il paradiso dei diavoli", 1989, titolo inglese That summer of white roses, "Quell'estate delle rose bianche") diretto da Rajko Grlic, che viene invece presentato ai festival di Montpellier, Pola, San Sebastián, Los Angeles, San Francisco e al Tokio International Film Festival.
Tra il 1986 e il 1991 Pekić collabora, a Londra, con la BBC World Service, sezione internazionale dell'emittente britannica, tenendo una rubrica radiofonica settimanale, trasmessa anche in Jugoslavia, intitolata "Lettere da Londra". Questi interventi verranno successivamente pubblicati tra il 1987 e il 1991 come Pisma iz tudjine ("Lettere dall'estero"), Nova pisma iz tudjine ("Nuove lettere dall'estero") e Poslednja pisma iz tudjine ("Ultime lettere dall'estero"). I libri, ognuno comprendente cinquanta lettere, coprono l'attualità ed eventi di varia natura e descrivono con intelligenza ed ironia l'Inghilterra e gli inglesi, rivelando un gusto particolare dell'autore per umoristici confronti tra la politica e più in generale la società inglese e quella della madrepatria. Le "lettere dall'estero" ricevono, nel 1991, il premio ungherese "Jaša Ignjatović". Per la BBC Pekić cura inoltre un programma sulla storia della Gran Bretagna, pubblicato postumo nel 1992 con il titolo Sentimentalna povest Britanskog carstva ("Storia sentimentale dell'Impero Britannico") che vince il premio "Bigz" e riscuote un notevole successo di pubblico.

### Gli ultimi anni e le opere postume
Nel 1990 Pekić è redattore del giornale di opposizione «Demokratija» e lo stesso anno diviene vicepresidente del Partito Democratico di Serbia. Dal 1985, inoltre, è membro dell'Accademia Serba delle Scienze e delle Arti. Attivo come autore così come figura pubblica fino all'ultimo giorno, Pekić muore di cancro ai polmoni a Londra il 2 luglio 1992.
Gran parte del suo lavoro letterario continua a essere pubblicato postumo. Tra le opere maggiori si cita Vreme reci ("Il tempo delle parole", 1993); Odmor od istorije ("Una pausa dalla storia", 1993); Graditelji ("I costruttori", 1995); Radjanje Atlantide ("La nascita di Atlantide", 1996); Skinuto sa trake ("Trasferito da nastro", 1996); U traganju za Zlatnim runom ("Meditazioni sul Vello d'oro", 1997); Izabrana pisma iz tudjine ("Lettere scelte dall'estero", 2000); Politicke sveske ("Note politiche", 2001); Filosofske sveske ("Note filosofiche", 2001); Korespondencija kao zivot ("Corrispondenza come una vita", 2002-2003).
L'1 e 2 luglio 2000, l'Accademia Serba delle Scienze e della Arti ha tenuto in Belgrado un simposio dal titolo "Il lavoro letterario di Borislav Pekić in occasione del settantesimo anniversario della nascita". I saggi tratti dal simposio sono stati pubblicati nel 2003.